# Tongchuan
Tongchuan (chiń. 铜川; pinyin Tóngchuān) – miasto o statusie prefektury miejskiej w środkowych Chinach, w prowincji Shaanxi. W 2010 roku liczba mieszkańców miasta wynosiła 226 721. Prefektura miejska w 1999 roku liczyła 828 655 mieszkańców.

## Podział administracyjny
Prefektura miejska Tongchuan podzielona jest na:
- 3 dzielnice: Wangyi, Yintai, Yaozhou,
- powiat: Yijun.